# Runoko Rashidi
Runoko Rashidi (16 de agosto de 1954 – 2 de agosto de 2021)  foi um historiador, ensaísta, autor e conferencista  que morava em Los Angeles, Califórnia, e Paris, França. Ele é o autor de Introdução ao Estudo das Civilizações Clássicas Africanas (1993) e editor de Unchained African Voices, uma coleção de poesia e prosa de presidiários do corredor da morte na prisão de segurança máxima de San Quentin, na Califórnia. Foi membro do conselho editorial da revista Africology: The Journal of Pan African Studies e obteve um doutorado honorário em divindade pelo Amen-Ra Theological Seminary, de Los Angeles, Califórnia. Ele também apoiou o trabalho de estudiosos controversos como Ivan Van Sertima.

## Área de pesquisa
Rashidi foi um escritor e palestrante que deu abordava temas sobre o antigo Egito, sua crença na presença africana na América pré-histórica, os africanos e sua influência na antiguidade e na presença africana na Ásia e em outras partes do mundo.

## Atividades
É autor ou editor de 18 livros, incluindo The African Presence in Early Asia (1985, 1988, 1995), com Ivan Van Sertima, Black Star: The African Presence in Early Europe (2012) e African Star over Asia: The Black Presença no Oriente (2013).
Rashidi morreu em 2 de agosto de 2021, durante uma viagem ao Egito. 